# Stolec (West-Pommeren)
Stolec (Duits: Stolzenburg) is een dorp in het Poolse woiwodschap West-Pommeren, in het district Policki. De plaats maakt deel uit van de gemeente Dobra en telt 210 inwoners.

## Verkeer en vervoer
- Station Stolec